# Trencsén

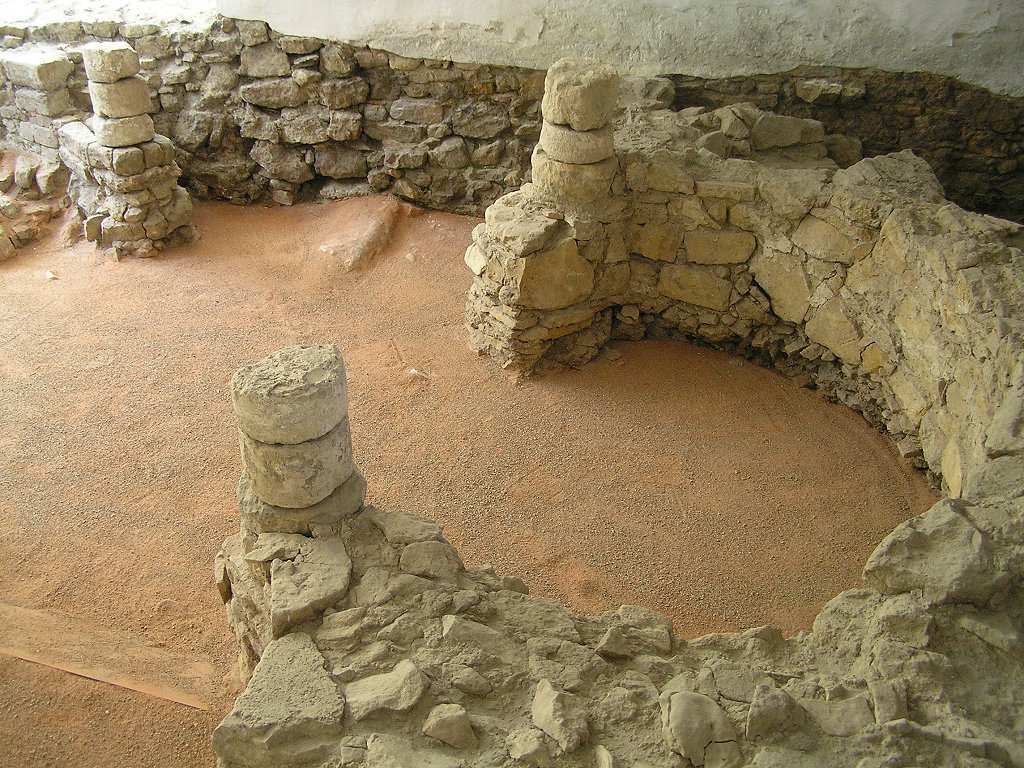
A várkápolna alapfalai

Trencsén (szlovákul: Trenčín kiejtéseⓘ, németül Trentschin, latinul Trentsinium) város Szlovákiában. A róla elnevezett egykori vármegye székhelye, ma a Trencséni kerület, és a Trencséni járás központja.
Hozzá tartozik Csákfalva, Csákháza, Diósfalu, Trencsénpüspöki, Vágapátfalva, Vágaranyos, Vágbékás, Vághidas és Vágszabolcs is.

## Nevének eredete
A szláv trnka = kökény főnévből eredő szláv Trnka személynévből keletkezett, és ebből fejlődött ki a magyar Trencsén és a szlovák Trenčín név.

## Fekvése
A Középső-Vágvölgy legnagyobb városa a Fehér-Kárpátok lábánál, a Vág folyó két partján fekszik.

## Története
A régészeti leletek tanúsága szerint Trencsén környékén már 200 000 évvel ezelőtt is élhettek emberek. A legkorábbi feltárt település – a hévmagyarádi kultúra telepe – az i. e. 2. évezredből került elő. A késő bronzkorban a Várhegyen a lausitzi kultúra erődített települése állt, de később a puhói kultúra, majd latén kori erődített település és kereskedelmi központ volt ezen a helyen. Ekkor a kelták szállták meg ezt a területet. A római korban kvád és markomann törzsek élhettek itt. A települést „írott forrásban” először 179-ben említik „Laugaricio” néven, amikor M(arcus) V(alerius) Maximianus római serege idáig üldözte a megvert kvádokat. Erre emlékeztet a várszikla falán található római felirat.
Vára a Vág jobb partján, 260 méter magas hegyen áll, ez a Felvidék egyik legnagyobb vára, amely 1069-ben már állott. Sikerrel tartóztatta fel Vratislav cseh király, majd 1069-ben Ottó morva őrgróf és 1108-ban Szvatopluk cseh király hadait. 1241-42-ben őrsége megvédte a tatárok támadásával szemben. 1263-ban Cseszneki Jakab volt a vár ura, de 1302-ben Vencel király elvette a Csesznekiektől, s Csák Máténak adta, akinek tartományi székhelye lett, majd halála után 1321-ben Károly Róbert kemény ostrommal foglalta el. 1335-ben itt kötötte meg a békeszerződést Károly Róbert, János cseh és Kázmér lengyel király. 1377-ben itt tartották Mária királynő és Luxemburgi Zsigmond esküvőjét. Királyi vár, majd a Hunyadiaké. A 15. században a Szapolyaiaké lett, de 1528-ban Ferdinánd hadai egy hónapi ostrom után bevették, az ostrom során leégett. 1605. július 1-jén Bocskai serege foglalta el. 1622-ben itt őrizték 3 hónapig a Szent Koronát. 1665-ben itt gyűltek össze a vasvári békével elégedetlen főurak. 1704-ben rövid időre elfoglalták a kurucok, de megtartani nem tudták. 1708. augusztus 3-án falai alatt zajlott a vesztes trencséni csata, melynek súlyos következményei lettek. 1782-ben elhagyták a jelentőségét vesztett várat, pusztulását 1790. június 11-én a városban kitört és a várra átterjedt tűzvész pecsételte meg. Az 1960-70-es években maradványait helyreállították.

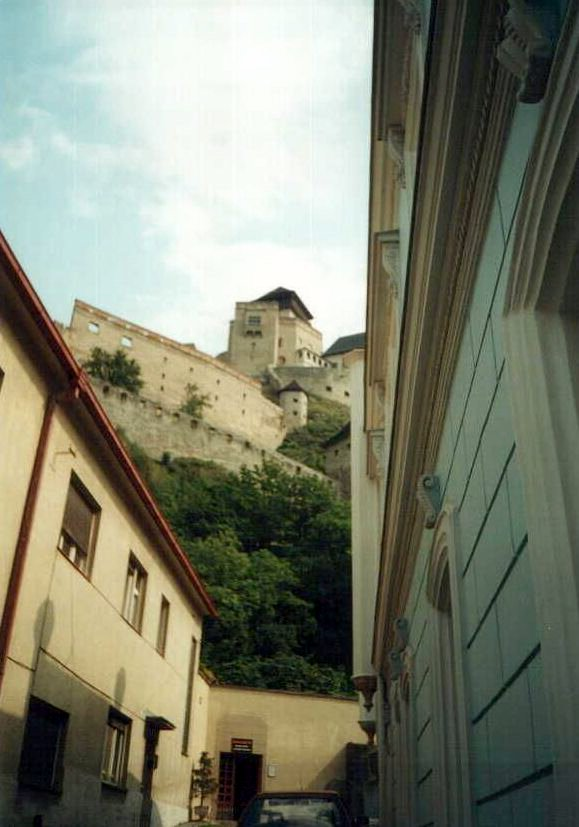
A város fölé magasodó vár

A vár alatt fekvő települést mint vámszedő és vásáros helyet 1111-ben és 1113-ban a zoborhegyi bencés apátság oklevele említi először. 1241-ben említik Bogomer trencséni ispánt, aki a várat a tatárok ellen védelmezte, a település azonban valószínűleg megsemmisült. A 13. század végén Csák Máté Trencsénre is kiterjesztette fennhatóságát, és hatalmas birtokainak központjává tette. Halála után 1321-től újra királyi birtok, ekkor már városi joggal rendelkezett. A város erődítményei a 15. században épültek. A két kapuval ellátott városfal az erődített plébániatemplommal és a vár erődítéseivel egybeépítve egységes védelmi rendszert alkotott. 1412-ben Luxemburgi Zsigmond Trencsént szabad királyi városi rangra emelte. A város egyenlő jogokat élvezett Budával és Székesfehérvárral, és a Magyar Királyság legjelentősebb városai közé tartozott.
1528. június 28-án, amikor a császári hadak a várat egyhavi ostrom után bevették, a várost is felégették és kifosztották. Súlyos károk keletkeztek a város védműveiben is. 1543-ban a városi magisztrátus a városfalak további megerősítését határozta el, mely során az Alsó, vagy más néven Török kaput félköríves barbakánnal és kisebb toronnyal bővítették. Megerősítették a plébániatemplomot és a Szent Mihály kápolnát, félig lebontották a ferences kolostort, azonban újjáépítése már nem történt meg, és falai még 1596-ig álltak. A 16. és 17. század katasztrófái közepette a városban virágzott a művészet és kultúra. A 16. század második felében habánok telepedtek itt le akik megalkották a híres trencséni majolikát. Azt, hogy a városi vezetők aggodalmai nem voltak alaptalanok, megmutatták a hamarosan bekövetkező események. 1599-ban a szultán szolgálatában álló krími tatár hordák pusztították el az egész vidéket, 1604-ben pedig Bocskai hajdúi okoztak hatalmas károkat. A pusztítás megismétlődött húsz évvel később Bethlen Gábor hadainak támadásával, majd 1625-ben mindezt egy nagy árvíz tetőzte be. A harmincéves háború során Trencsént és vidékét cseh és morvaországi menekültek tömegei árasztották el. 1637-ben a prágai Jan Václav Vokál megalapította az első trencséni könyvtárat, mely 1664-ig működött. A 19. századig nyomda is működött a városban.
1644–1645-ben I. Rákóczi György serege dúlta a vidéket. 1649-ben Trencsénben jezsuiták telepedtek le, majd három év múlva megalapították iskolájukat. Hatásukra indult meg az akkor evangélikus többségű városban a rekatolizáció. 1655-ben kezdte működését a trencséni noviciátus. 1656-ban a pestisjárvány 300 lakost ölt meg. 1657-ben megnyílt az új kollégium épülete, ahol a színház is működött. 1663-ban újra török hadak pusztították a Közép-Vágmentét. A támadás október 2-án érte el a várost, melynek védelmében több mint 300 katona és városi polgár esett el, sokakat rabságba hurcoltak. A környéken 17 falu pusztult el teljesen.
1678 és 1683 között Thököly Imre hadai pusztították a város környékét, amely a legnagyobb veszteségeket mégis a Rákóczi-szabadságharc során szenvedte el. A kurucok 1704. február 14-én zárták körül a várost, mely csak négy évi blokád után lélegezhetett fel. A dühöngő éhínség és járványok után 1708. május 14-én hatalmas tűzvész tört ki, melyben 195 ház a piaristák templomával együtt porig égett és helyrehozhatatlan károk érték a város védőfalait is. Az 1710-ben kitört pestisjárványnak több mint ezer ember esett áldozatul, majd 1715-ben a pestis újabb hullámának 222 áldozata lett. A háborúk és katasztrófák által okozott károk és veszteségek példa nélkül állnak a felvidéki városok között. A templomot és az iskolát 1776-tól a piaristák vették át. 1790. június 11-én ismét szörnyű tűzvész tört ki a városban, melyben szinte az egész belváros leégett. Súlyos károkat szenvedett a plébániatemplom és a paplak is, a legnagyobb veszteség mégis az ősi vár pusztulása volt, melyből csak füstölgő romok maradtak, és többé már nem épült fel.
A 18. század végén Vályi András így ír róla (részletek): „TRENCSÉN VÁRA, és Városa. Szabad Királyi Város Trentsén Vármegyében, fekszik Vág vize mellett, Nagy Szombathoz, ’s Szakoltzához is 7 mértföldnyire. Eredete e’ Városnak, valamint régi nevezetes Várának is homályban vagyon. [,,,] Nevezetesedni kezdett az Irók előtt Trentsén Vára, és Városa SALAMON Királynak idejekor, midőn a’ Tsehek Vratiszló Hertzegnek vezérlése alatt ide kirontottak, vidékjét feldúlták, és sok embereket, barmaikkal, ’s vagyonnyaikkal egygyütt, magokkal fogságba vitték vala; de Timon szerént P. I. pag. 18. edig. min. torkokra forrott, mert SALAMONnak, és GEJZÁnak vezérlések alatt viszsza verettetett Vratiszló Hertzeg, sőt Morva Ország is elfoglaltatott általok. Homályos ennekutánna következett állapottya; de 1193-dikban hasznos hadi szolgálattyaikért Lakosai e’ Várnak szolgálattya alól kivétettek, és fekvő jószággal meg is ajándékoztattak III. BÉLA által. IV. BÉLA pedig Trentsén Vármegyét vizsgálván, gazdagította a’ Szkakai Apáturságot. Timon szerént p. 84. 1238-dikban szabadok vóltak Lakosai, ’s az említett Vár óldalon laktak. – Véllhető, hogy a’ Tatároknak pusztításaikor épségben maradott, minthogy a’ Tatárok a’ hegyes helyeket nem szerették; de az íratokban felőle emlékezet nintsen. [,,,] Külső Városai is vagynak e’ Kir. Városnak, ’s Humna is hozzá kaptsoltatott. Az Evangelikusoknak is van itten Templomjok, és Oskolájok, a’ Zsidóknak Zsinagógájok, ’s Harmintzad is van benne. Lakosai szorgalmatosak mind a’ mesterségek, mind a’ gazdáskodás körűl; serek híres, határjok a’ néphez képest szűk; alatsonyabb részei meglehetősek. Vág vizén hídgya van. 1783. a’ tűz által sokan megnyomorodtak, ’s 5000 forint segedelmet nyertek ő Felségétől.”

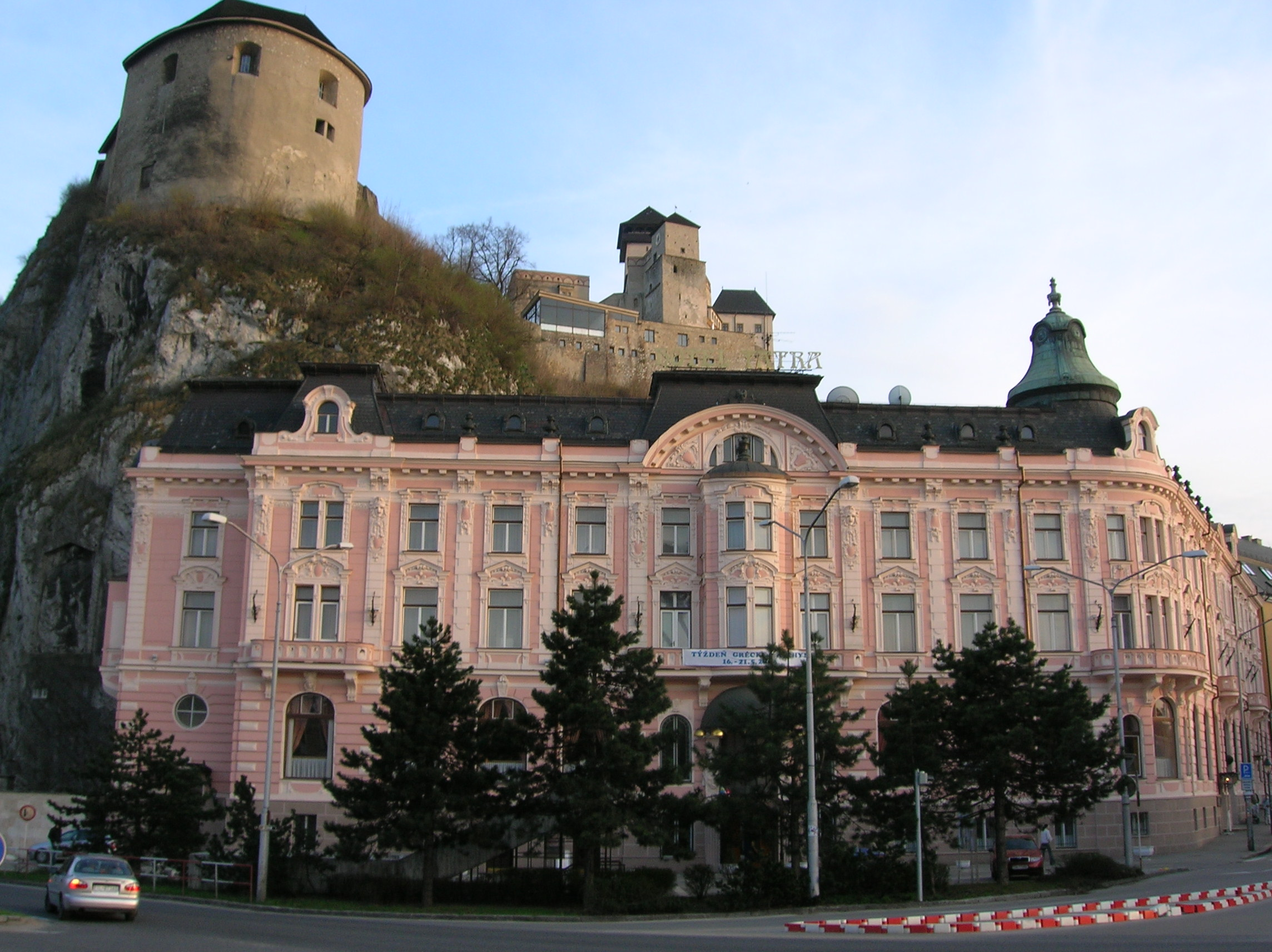
A Tátra szálló

Szenvedett a város a napóleoni háborúk alatt is. 1805-ben itt vonult át I. Sándor orosz cár serege útban Austerlitz felé, 1813-ban pedig 36 ezer orosz katona vonult át útban a lipcsei csatába. 1813-ban újra nagy árvíz pusztított, mely 44 lakos életét követelte.

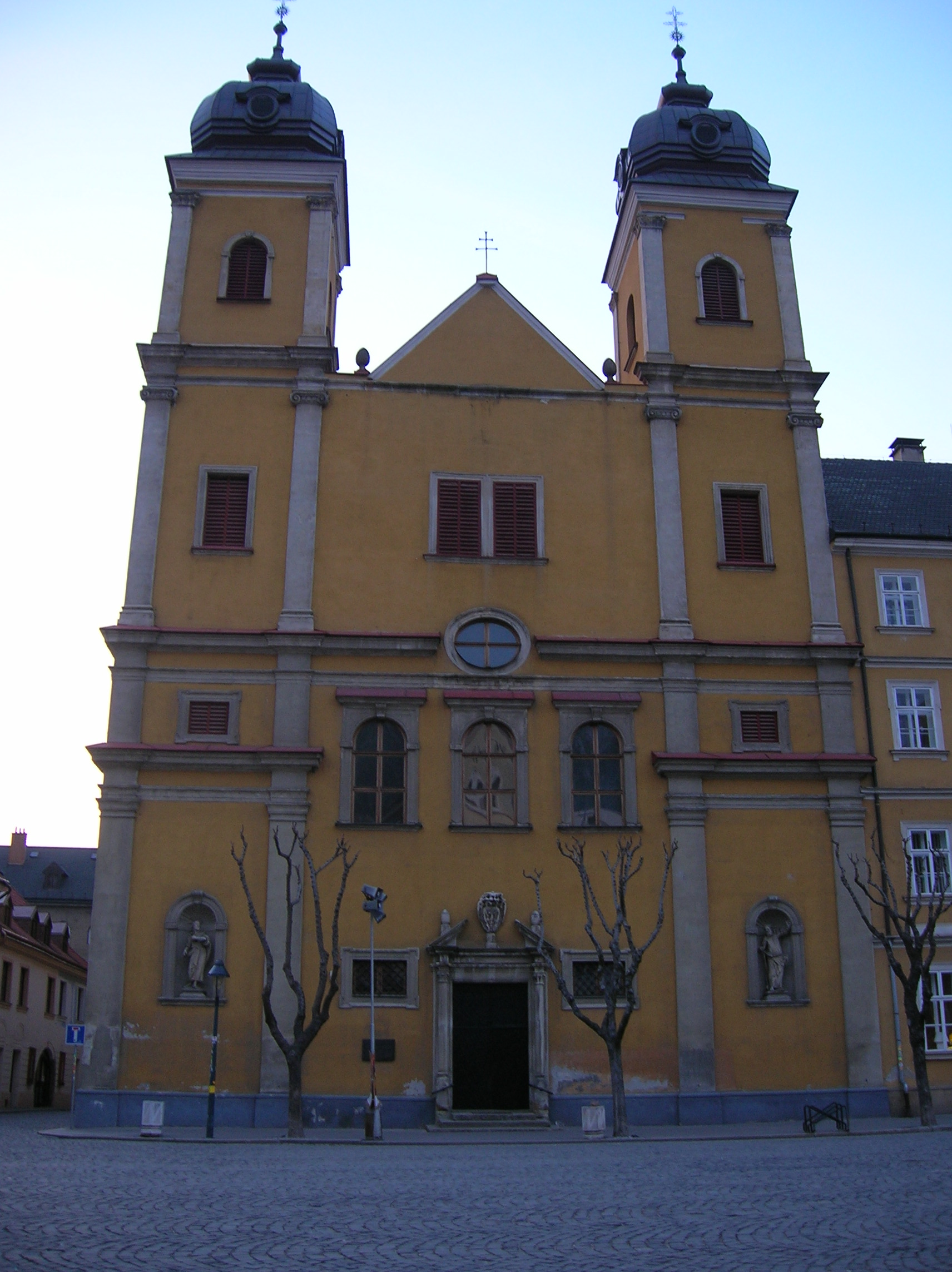
A Xavéri Szent Ferenc templom

Fényes Elek 1851-ben kiadott geográfiai szótárában így ír a faluról: „A város maga kőfallal vétetik körül és csak 82 házat számlál. Nevezetesebb épületei: az igen szép piarista szentegyház; másik szentegyháza közel a városhoz egy dombon áll, s ez egyuttal parochialis, és temetkező helye vala az Illésházy családnak; a vármegye és a városháza; a piaristák kastélya. Van itt k. gymnasium a piaristák felügyelése alatt; evang. és héber imaház. A külváros házai közt, mellyek 350-re mennek, kevés szépet találni. Népessége a bel- és külvárosnak 3200 lélek, kik jobbára r. katholikusok, aztán evangelikusok és héberek. Nyelvet illetőleg tótok, magyarok és németek. Földe a rónaságon igen termékeny; legelője a Vágh szigetében jó; erdeje távol van; gyümölcse, kivált szilvája sok. A földmivelésen kivül kézmüvességet és kereskedést is folytatnak a polgárok. Híres a trencséni sör. A város 2 falut is bir, u. m. Hamrit és Zabineczet; s főhelye a megyei igazgatásnak.”
A várost közvetve sújtotta az 1866-os königgrätzi csata is, mely után a megvert osztrák sereg maradványai érkeztek ide súlyos kolerajárványt okozva. A porosz–osztrák háborúban részt vett a „drótos regiment”-nek csúfolt trencséni 71. gyalogezred is, melynek 1880-tól itt volt a székhelye. Az osztrák-magyar kiegyezés kedvezőtlenül érintette Trencsént, mely 1867-től szabad királyi városi jogait elveszítve Trencsén vármegye alárendeltségébe került.
Vágbékást 1900-ban csatolták Trencsénhez. A trianoni békéig Trencsén vármegye Trencséni járásának székhelye volt.
1920-ban a megszállás és a trianoni diktátum hatására a magyar nemzetiségű lakosok nagyrészt a Csallóközbe vagy az Alföldre (Dévaványa, Gyomaendrőd, Kisújszállás) és környékére költöztek.[forrás?]
1967-ben csatolták hozzá Trencsénpüspökit, 1972-ben pedig Diósfalut.

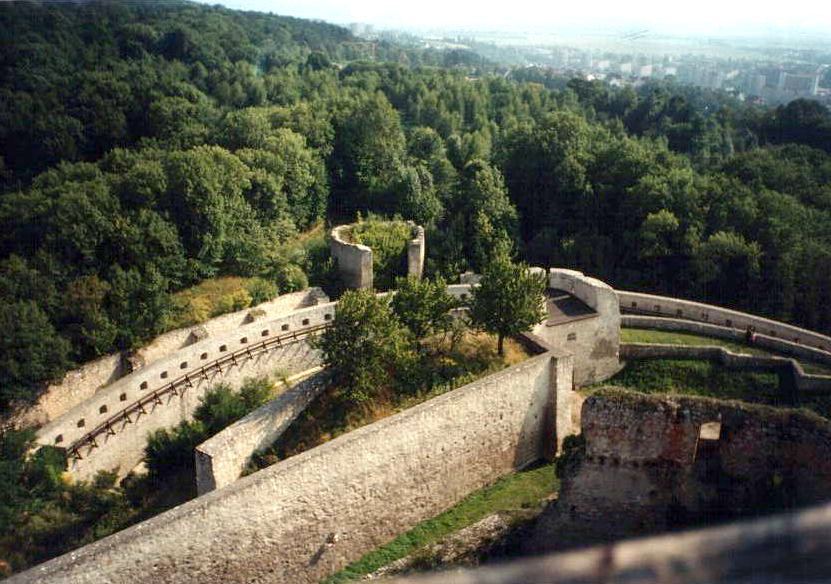
Látkép a várból a városra

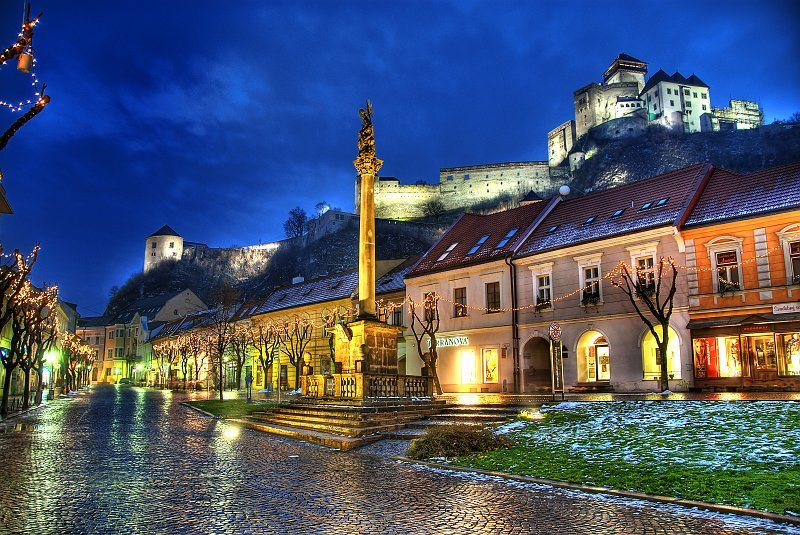
HDR fénykép

## Népessége
| Év:            | 1994.  | 2004.   | 2014.   | 2024.   |
| -------------- | ------ | ------- | ------- | ------- |
| Emberek száma: | 58 347 | 56 850  | 55 857  | 54 130  |
| Eltérés:       |        | -2,56 % | -1,74 % | -3,09 % |

| Év:            | 2023.  | 2024.   |
| -------------- | ------ | ------- |
| Emberek száma: | 54 065 | 54 130  |
| Eltérés:       |        | +0,12 % |

1880-ban a városnak 4 402 lakosából 2 425 szlovák, 1 178 német és 619 magyar anyanyelvű lakosa volt. 
1890-ben 5 100 lakosából 1 698 magyar, 926 német és 2 417 szlovák anyanyelvű volt; ebből 3414 római katolikus, 1198 izraelita, 470 evangélikus, 12 református és 6 görög katolikus volt.
1900-ban 7 011 lakosából 2 074 magyar, 1 083 német és 3 715 szlovák anyanyelvű volt.
1910-ben a városnak 7 805 lakosából 3 676 szlovák, 2 997 magyar és 925 német anyanyelvű lakosa volt; ebből 5616 római katolikus, 1301 izraelita, 778 evangélikus, 82 református, 15 görög katolikus, 10 görög keleti és 3 unitárius volt.
1921-ben 10 411 lakosából 341 magyar és 8 942 csehszlovák volt.
1930-ban 11 809 lakosából 212 magyar és 10 080 csehszlovák volt.
1970-ben 29 055 lakosából 107 magyar és 27 141 szlovák volt.
1980-ban 47 887 lakosából 130 magyar és 45 497 szlovák volt.
1991-ben 56 828 lakosából 144 magyar és 54 573 szlovák volt.
2001-ben 57 854 lakosából 55 131 szlovák (95%) és 164 magyar nemzetiségű volt.
2011-ben 55 877 lakosából 47 618 szlovák, 816 cseh, 120 morva és 118 magyar volt.
2021-ben 54 740 lakosából 99 magyar, 50 573 szlovák, 22 cigány, 21 ruszin, 1096 egyéb és 2929 ismeretlen nemzetiségű volt.

## Városrészek

### Városközpont
- Stred mesta  (1.045 lakos)
- Dolné mesto  (2.947 lakos)
- Dlhé Hony    (7.158 lakos)
- Noviny       (1.247 lakos)
- Biskupice      (665 lakos)

### Déli városrész
- JUH I.       (8.892 lakos)
- JUH II.      (8.213 lakos)

### Északi városrész
- Sihoť I.     (4.744 lakos)
- Sihoť II.    (2.240 lakos)
- Sihoť III.   (1.874 lakos)
- Sihoť IV.    (2.309 lakos)
- Opatová      (1.621 lakos)
- Pod Sokolice (1.897 lakos)
- Kubrá        (2.059 lakos)
- Kubrica        (311 lakos)

### Nyugati városrész
- Zámostie     (1.304 lakos)
- Kvetná       (1.664 lakos)
- Istebník     (1.099 lakos)
- Orechové       (715 lakos)
- Zlatovce      (1.520 lakos)
- N. Zlatovce  (2.493 lakos)
- Záblatie       (983 lakos)

## Nevezetességei
- A vár.

- Trencséni felirat a várszikla oldalán, mely a rómaiak egykori jelenlétének állít emléket.
- Az egykori Hunnia dombormű. A trencséni vár alatti sziklafalon 1916. október 4-én szentelték fel a Kara Mihály szobrászművész tervei alapján faragott Hunnia domborművet, amely az első világháborúban elesett hősöknek állított emléket. Az elcsatolás után a csehszlovák hatóságok többször utasították a várost az emlékmű eltávolítására. A város vezetői azonban ragaszkodtak az emlékműhöz, s nem tettek eleget a felszólításnak. Eltávolításának legfőbb helybéli szorgalmazója Karol Štúr, a helyi nacionalisták vezére volt. Mivel a város vezetése több évnyi huzavona után sem engedett a követeléseknek, végül a vármegye távolíttatta el az emléktáblát, s helyébe a huszita Jiskra János domborműve került.[6]
- Kegytemploma a Várhegy kiemelkedő szikláján áll, 14. századi gótikus háromhajós épület. Alabástrom kegyoltárát Dorner készítette, kedvelt búcsújáróhely.
- A piarista templom 1650-ben épült.
- A várostorony 1543-ban épült a török támadások ellen, 1934-ben megújították.
- A várostól 5 km-re északra, hegyoldalban állnak az 1224-ben alapított szkalkai (Vágsziklás) bencés apátság romjai. Erődítései a huszita harcokban játszottak szerepet. Kéttornyú barokk temploma romokban áll.

## Híres emberek
- Itt hunyt el 1321. március 18-án Csák Máté, a Felvidék ura.
- Itt hunyt el 1521. április 15-én Szapolyai Hedvig, János király anyja.
- Itt hunyt el 1621. június 5-én Révay Péter koronaőr, politikus, író.
- Itt hunyt el 1897-ben Czápay Imre piarista szerzetes-tanár, igazgató.
- Itt hunyt el 1898-ban Munkácsy Elek főgimnáziumi tanár.
- Vágszabolcson hunyt el 1909-ben Thaly Kálmán költő, író, a Magyar Tudományos Akadémia tiszteleti tagja, országgyűlési képviselő.

- Itt született 1756. július 14-én Belnay György Alajos bölcseletdoktor, történetíró, pozsonyi akadémiai tanár.
- Itt született 1859. szeptember 21-én Waldperger Ferenc katolikus plébános.
- Itt született 1860. július 22-én Laczkó Dezső geológus, paleontológus, piarista tanár, házfőnök, gimnáziumigazgató, az általa alapított veszprémi múzeum (ma: Laczkó Dezső Múzeum) első igazgatója.
- Itt született 1866-ban Haydin Imre országgyűlési képviselő.
- Itt született 1882. június 25-én Haraszti Mici színésznő.
- Itt született 1883. október 26-án Zemplén Géza kémikus, az MTA tagja.
- Itt született 1891. szeptember 7-én Zamaróczy Jenő gépészmérnök.
- Csákfalván született 1928-ban Ján Zachara olimpiai bajnok szlovák ökölvívó.
- Vágszabolcson született 1866-ban Waldapfel János főgimnáziumi tanár, pedagógiai szakíró.

- Itt szolgált Krasznyánszky Károly piarista tanár, házfőnök.

## Testvérvárosa
- Békéscsaba, Magyarország (1992)
- Uherské Hradiště, Csehország (1970-es évek)

## Képgaléria

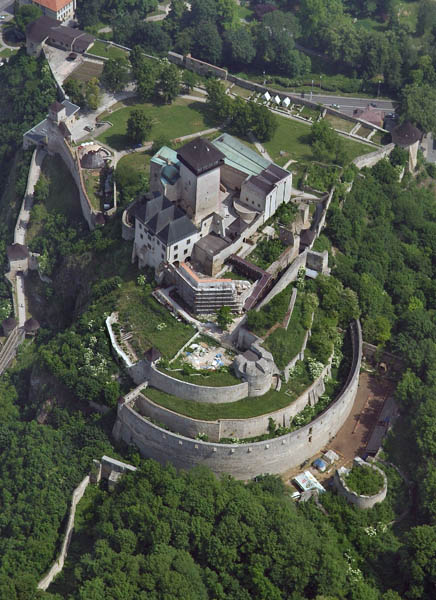
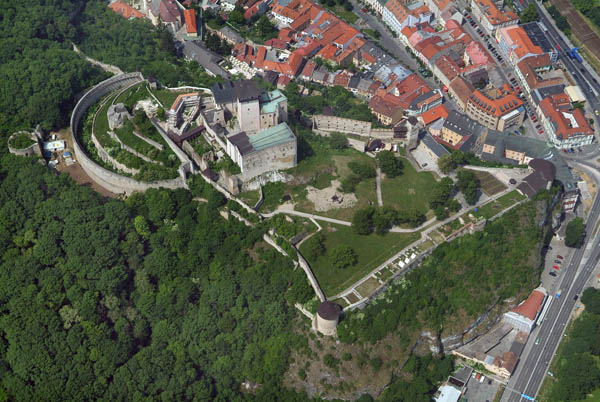
A vár légi felvételen
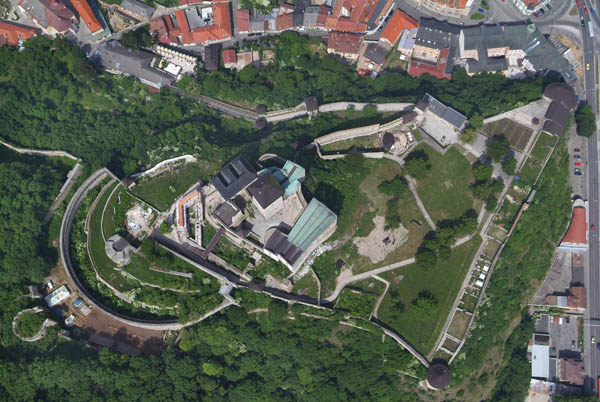

## Külső hivatkozások
- Trencsén város hivatalos honlapja
- Trencsén vára (szlovákul, sok képpel)
- A trencséni vármúzeum
- Településinfó
- Trencsén a térképen
- E-obce

## Lásd még
- Csákfalva
- Csákháza
- Diósfalu
- Trencsénpüspöki
- Vágapátfalva
- Vágaranyos
- Vághidas
- Vágszabolcs